# Fahrzeugfabrik Thomas Bohrer

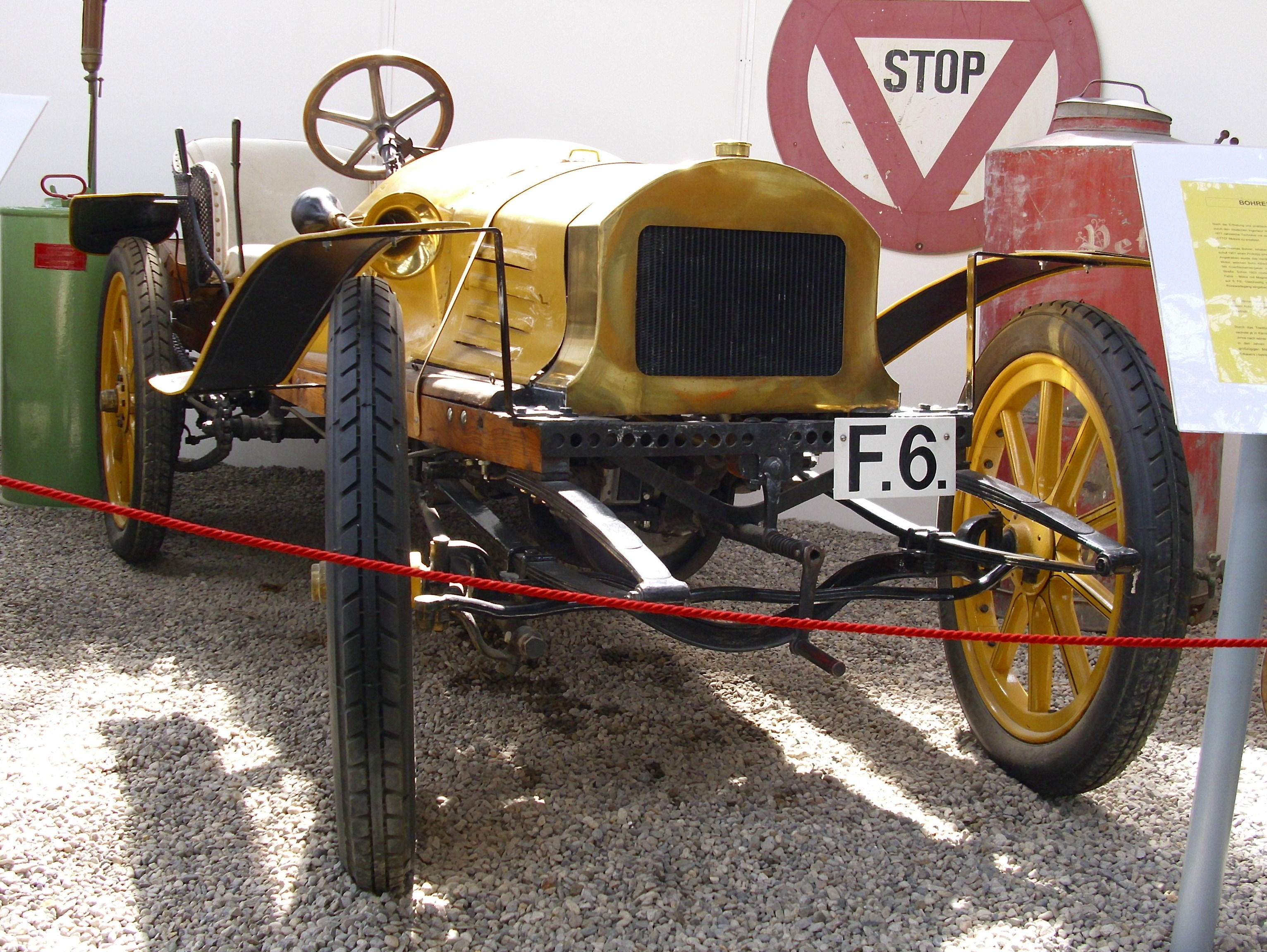
Bohrer von 1901

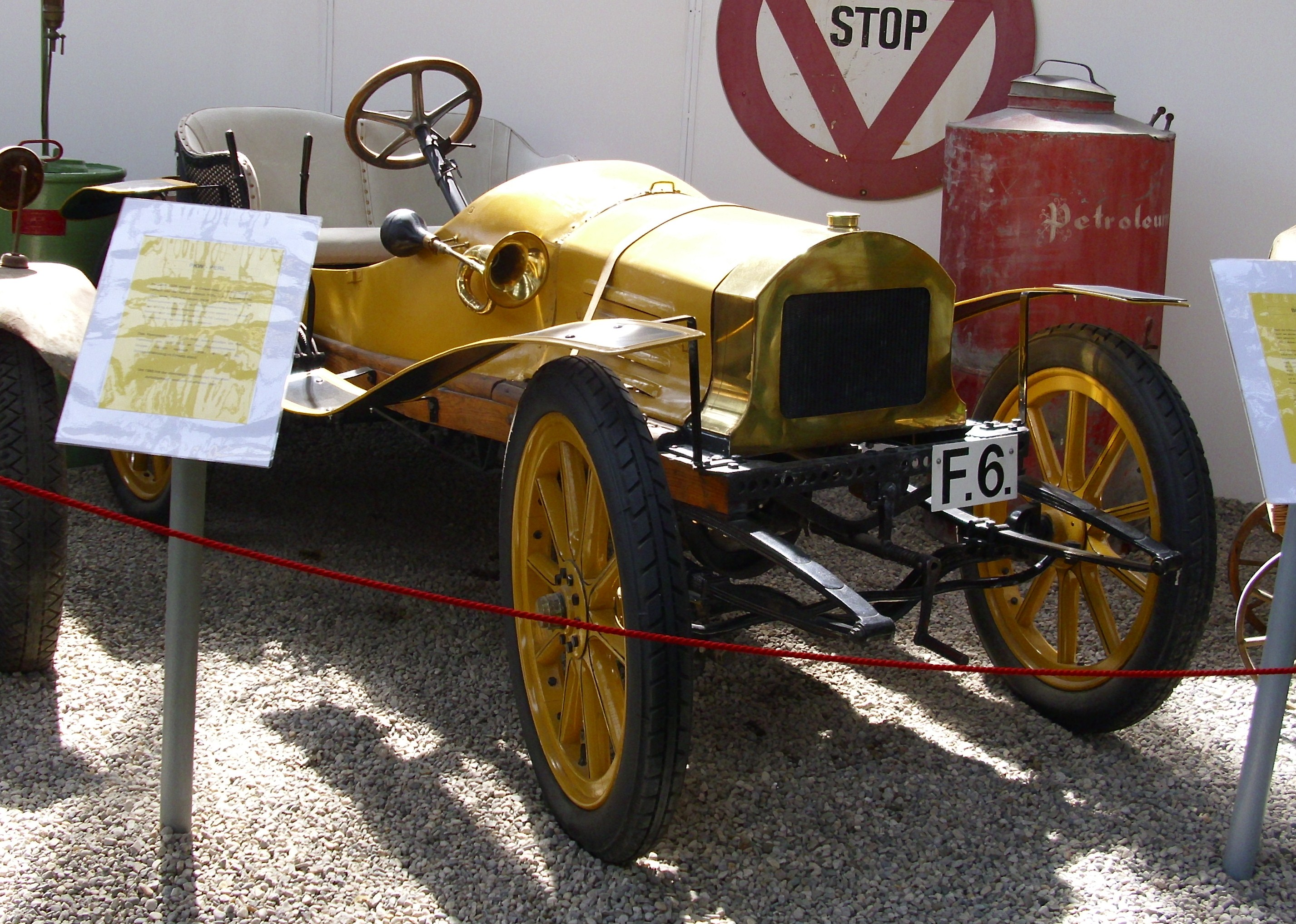
Bohrer von 1901

Die Fahrzeugfabrik Thomas Bohrer war ein Hersteller von Automobilen aus Österreich-Ungarn.

## Unternehmensgeschichte
Der Schmiedemeister Thomas Bohrer senior gründete 1871 in Klagenfurt am Wörthersee eine Werkstatt für Landwirtschaftsgeräte und Wagen. 1900 besuchte sein Sohn Alfred Bohrer die Pariser Weltausstellung. 1901 begann die Produktion von Automobilen. Der Markenname lautete Bohrer. Im Winter 1906 endete die Produktion nach acht hergestellten Exemplaren.

## Fahrzeuge
Das erste Fahrzeug wurde von einem gebrauchten Einzylindermotor von De Dion-Bouton mit 4 PS Leistung angetrieben, den Alfred Bohrer 1900 in Paris erwarb. Das Getriebe verfügte über zwei Gänge. Der Fahrzeugrahmen bestand aus Eschenholz. 1903 erhielt das Fahrzeug einen Motor der Fafnir-Werke mit 6 PS Leistung und Magnetzündung sowie ein Dreiganggetriebe. 1904 überquerte dieses Fahrzeug als erstes Automobil den Loiblpass und den Katschberg in beide Richtungen. Als 1906 in Österreich-Ungarn Kfz-Kennzeichen eingeführt wurden, erhielt dieses Fahrzeug das Kennzeichen F 6. 1908 erhielt das Fahrzeug eine Rennwagenkarosserie. Es existiert noch heute und ist im Historama Ferlach in Ferlach ausgestellt.